# フリードリヒ・ディッケル

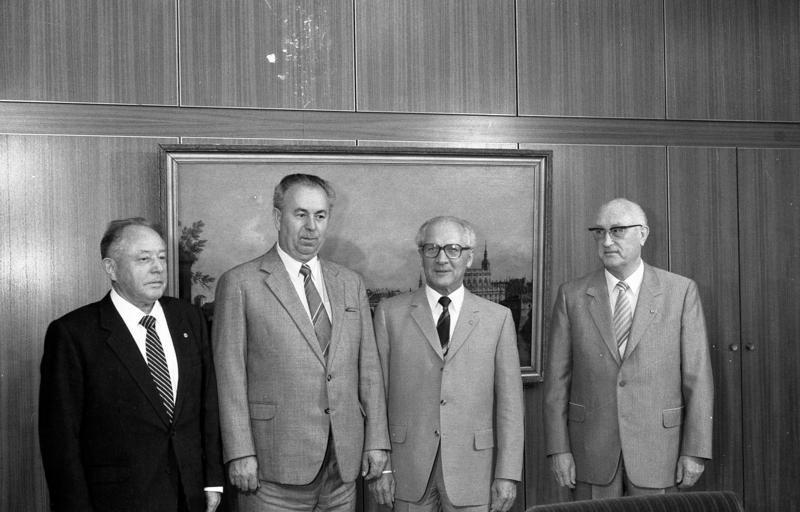
チェコスロバキアのオブジナ内相（左から二人目）を歓迎するディッケル内相（右端）、エーリッヒ・ミールケ国家保安相（左端）、エーリッヒ・ホーネッカー国家評議会議長（1983年6月）

フリードリヒ・ディッケル（Friedrich Dickel, 1913年12月9日–1993年10月22日）は、ドイツの政治家、警察官僚。1963年から1989年まで、ドイツ民主共和国（東ドイツ）で内相を務めた。

## 来歴
フォーヴィンケル（現：ヴッパータールの一部）に生まれる。国民学校を卒業後、1928年から1931年まで鋳金工の職業訓練を受ける。1928年にドイツ共産主義青年同盟（KJVD）に加入し、1931年にドイツ共産党（KPD）に入党。1932年には赤色救護会および赤色戦線戦士同盟に参加。
ナチスにより1933年にドイツで共産党が非合法化されたのちも地下活動を行い、二度逮捕された。1935年からはフランス、1936年からはオランダで活動する。スペイン内戦に第XI国際旅団テールマン大隊の中隊長として従軍。1937年に特殊訓練を受けるためモスクワに赴き、ソビエト連邦参謀本部情報総局（GRU）のエージェントとしてフィンランドと上海で活動した。1943年に日本軍に逮捕され、懲役刑を受けた。
第二次世界大戦後の1946年にドイツ（のちのドイツ民主共和国＝東ドイツ）に戻り、ドイツ社会主義統一党（SED）に入党。ライプツィヒでドイツ人民警察署長を務める。高等警察学校で学んだ後、1953年まで兵営人民警察教育総局政治・文化学校司令官を務める。1956年まで少将として兵営人民警察政治総局長。同年、東ドイツが再軍備したのち国家人民軍少将に転じる。
1956年から1958年まで、軍スポーツ協会「前進」の総裁、1957年にドイツ体操スポーツ連盟委員を務める。1957年から1959年までモスクワのソビエト連邦参謀アカデミーに留学し、軍事学士号を取得。1959年、ドイツ駐留ソ連軍参謀部でドイツ側常駐連絡官に就任。
1961年8月、国家防衛評議会参謀となり、ベルリンの壁建設に従事。1963年10月に中将に昇進し、カール・マロンの後任として内務大臣およびドイツ人民警察長官を務め（1989年まで）、1976年までは民間防衛長官を兼任した。1965年、大将に昇進。1967年から1989年までSED中央政治局委員および人民議会議員（1990年まで）を兼任した。1984年には東ドイツで5人しかいない上級大将に昇進した。
ベルリンの壁崩壊およびドイツ再統一後の1993年にベルリンで死去した。

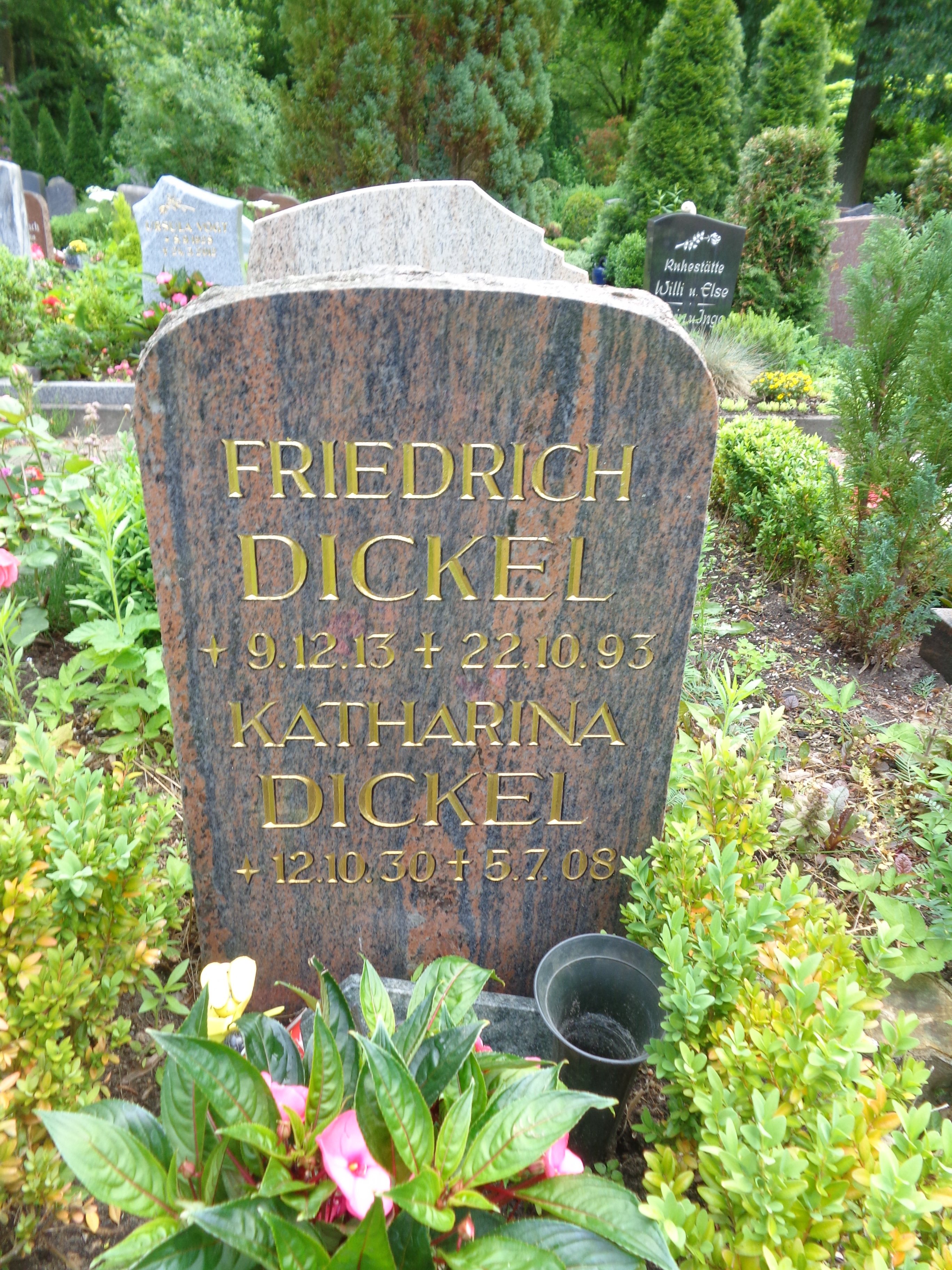
ディッケル夫妻の墓石

## 受章歴

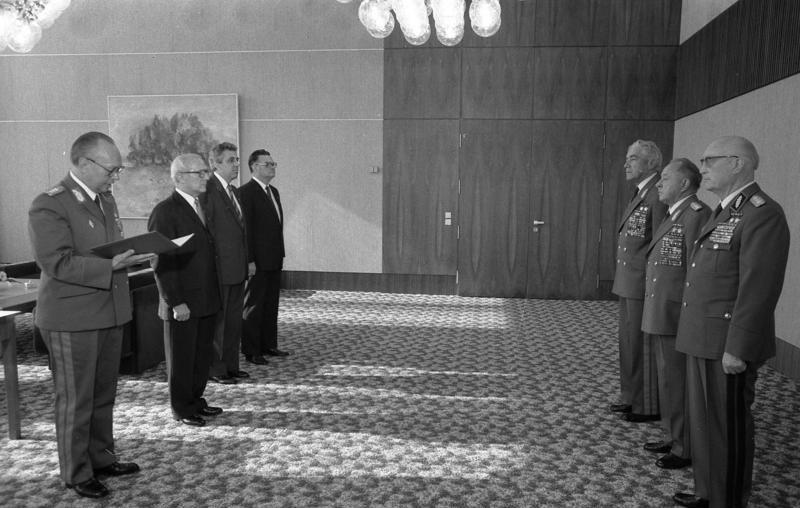
ホーネッカー国家評議会議長（左側左から二人目）からシャルンホルスト勲章を受けるディッケル内相（右側右端）、ミールケ国家保安相、カール＝ハインツ・ホフマン国防相（1984年10月）

- 1970年：ソビエト連邦諸国民友好メダル、同大祖国戦争勲章
- 1973年、78年：祖国功労勲章
- 1973年、83年、85年：カール・マルクス勲章
- 1975年：ソビエト連邦十月革命勲章
- 1975年、83年：ドイツ民主共和国英雄称号
- 1979年：シャルンホルスト勲章
- 1980年：ソビエト連邦赤旗勲章
- 1983年、85年：レーニン勲章
- 1988年：ソビエト連邦諸国民友好勲章

| 公職                  | 公職                                         | 公職                      |
| --------------------- | -------------------------------------------- | ------------------------- |
| 先代 カール・マーロン | ドイツ民主共和国 内務大臣 第4代：1963 - 1989 | 次代 ロタール・アーレント |